# إلينسبورغ

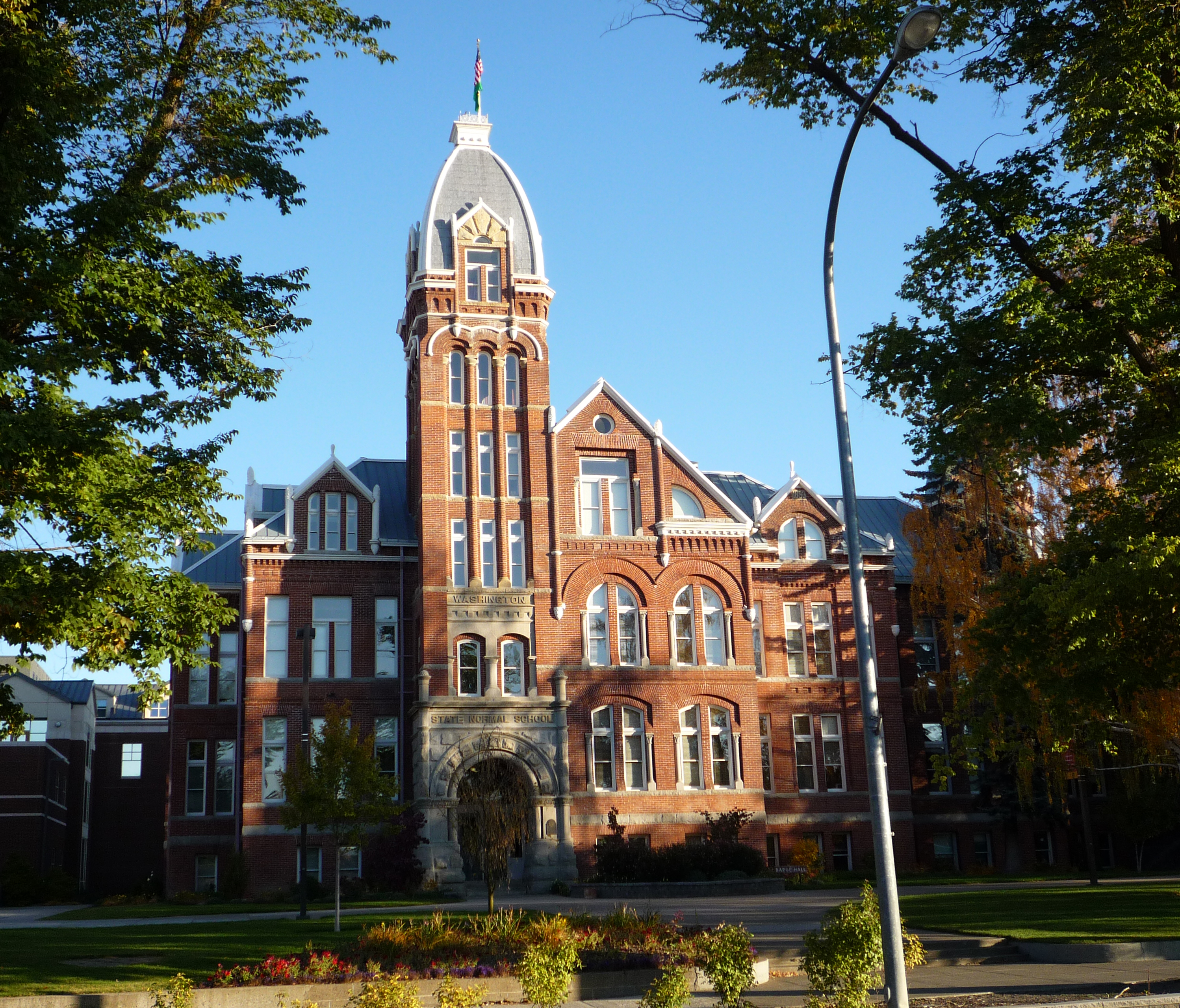
Central Washington University

إلينسبورغ (بالإنجليزية: Ellensburg) هي إحدى مدن ولاية واشنطن في الولايات المتحدة الأمريكية.

## التركيبة السكانية
قام مكتب تعداد الولايات المتحدة بتحديد بيانات التركيبة السكانية لإلينسبورغفي تعداد الولايات المتحدة. في ما يلي، التركيبة السكانية حسب تعدادي 2000 و2010.

### تعداد عام 2000
بلغ عدد سكان إلينسبورغ 15,414 نسمة بحسب تعداد عام 2000، وبلغ عدد الأسر 6,249 أسرة وعدد العائلات 2,649 عائلة مقيمة في المدينة. في حين سجلت الكثافة السكانية 2,338.9 نسمة لكل ميل مربع (903.1/كم2). وبلغ عدد الوحدات السكنية 6,732 وحدة بمتوسط كثافة قدره 1,021.5 نسمة لكل ميل مربع (394.4/كم2).
وتوزع التركيب العرقي للمدينة بنسبة 88.07% من البيض و 0.95% من الأمريكيين الأصليين و 4.09% من الأمريكيين ذوي الأصول الآسيوية و 0.16% من سكان جزر المحيط الهادئ و 1.17% من الأمريكيين الأفارقة و 2.69% من عرقين مختلطين أو أكثر.
```
وبلغت نسبة 
الأزواج
 القاطنين مع بعضهم البعض 31.4% من أصل المجموع الكلي للأسر، ونسبة 8.1% من الأسر كان لديها معيلات من الإناث دون وجود شريك، وكانت نسبة 57.6% من غير العائلات. تألفت نسبة 35.5% من أصل جميع الأسر من أفراد ونسبة 9.1% كانوا يعيش معهم شخص وحيد يبلغ من العمر 65 عاماً فما فوق. وبلغ متوسط حجم الأسرة المعيشية 2.84، أما متوسط حجم العائلات فبلغ 2.12.
```

بلغ العمر الوسطي للسكان 24 عاماً. وكانت نسبة 15.8% من القاطنين تحت سن الثامنة عشر، وكانت نسبة 39.3% بين الثامنة عشرة والأربعة وعشرين عاماً، ونسبة 22.7% كانت واقعةً في الفئة العمرية ما بين الخامسة والعشرين والأربعة وأربعين عاماً، ونسبة 12.8% كانت ما بين الخامسة والأربعين والرابعة والستين، ونسبة 9.4% كانت ضمن فئة الخامسة والستين عاماً فما فوق. يوجد لكل 100 أنثى 95.0 ذكر، ويوجد لكل 100 أنثى في الثامنة عشر من عمرها فما فوق 93.1 ذكر.
بلغ متوسط دخل الأسرة في المدينة 20,034 دولار، أما متوسط دخل العائلة فبلغ 37,625 دولار. وكان متوسط دخل الذكور 31,022 دولار مقابل 22,829 دولار للإناث. وسجل دخل الفرد الخاص بالمدينة 13,662 دولار. وكانت نسبة 18.8% من العائلات ونسبة 34.3% من السكان تحت خط الفقر، وكان من هؤلاء نسبة 29.0% تحت سن الثامنة عشر ونسبة 11.2% في الخامسة والستين من العمر وما فوق.

### تعداد عام 2010
بلغ عدد سكان إلينسبورغ 18,174 نسمة بحسب تعداد عام 2010، وبلغ عدد الأسر 7,301 أسرة وعدد العائلات 2,889 عائلة مقيمة في المدينة. في حين سجلت الكثافة السكانية 2,626.3 نسمة لكل ميل مربع (1,014.0/كم2). وبلغ عدد الوحدات السكنية 7,867 وحدة بمتوسط كثافة قدره 1,136.8 لكل ميل مربع (438.9/كم2).
وتوزع التركيب العرقي للمدينة بنسبة 85.7% من البيض و 1.0% من الأمريكيين الأصليين و 3.2% من الأمريكيين ذوي الأصول الآسيوية و 0.2% من سكان جزر المحيط الهادئ و 1.5% من الأمريكيين الأفارقة و 3.7% من عرقين مختلطين أو أكثر.
```
وبلغت نسبة 
الأزواج
 القاطنين مع بعضهم البعض 28.2% من أصل المجموع الكلي للأسر، ونسبة 8.2% من الأسر كان لديها معيلات من الإناث دون وجود شريك، بينما كانت نسبة 3.1% من الأسر لديها معيلون من الذكور دون وجود شريكة وكانت نسبة 60.4% من غير العائلات. تألفت نسبة 35.1% من أصل جميع الأسر من أفراد ونسبة 9.6% كانوا يعيش معهم شخص وحيد يبلغ من العمر 65 عاماً فما فوق. وبلغ متوسط حجم الأسرة المعيشية 2.86، أما متوسط حجم العائلات فبلغ 2.16.
```

بلغ العمر الوسطي للسكان 23.5 عاماً. وكانت نسبة 14.2% من القاطنين تحت سن الثامنة عشر، وكانت نسبة 41.2% بين الثامنة عشرة والأربعة وعشرين عاماً، ونسبة 21.8% كانت واقعةً في الفئة العمرية ما بين الخامسة والعشرين والأربعة وأربعين عاماً، ونسبة 13.9% كانت ما بين الخامسة والأربعين والرابعة والستين، ونسبة 8.9% كانت ضمن فئة الخامسة والستين عاماً فما فوق. وتوزع التركيب الجنسي للسكان بنسبة 50.1% ذكور و49.9% إناث.